# جورج ای. بهترین
جورج ای. بهترین (انگلیسی: George A. Best؛ زادهٔ) بازیکن فوتبال اهل بریتانیا است.
از باشگاه‌هایی که در آن بازی کرده‌است می‌توان به باشگاه فوتبال وورکساپ تاون و باشگاه فوتبال بلکپول اشاره کرد.